# توبوليف تو-95
توبوليف تو-95 (روسية: Туполев Ту–95) (لقب تعريف الناتو: بير Bear) هي قاذفة قنابل استراتيجية ضخمة ذات أربع محركات عنفية من تصميم مكتب توبوليف في الاتحاد السوفيتي. دخلت الخدمة في عام 1956 وما زالت تخدم في القوات الجوية الروسية حتى الآن ويتوقع أن تظل في الخدمة حتى عام 2040.

## التطوير والتصميم

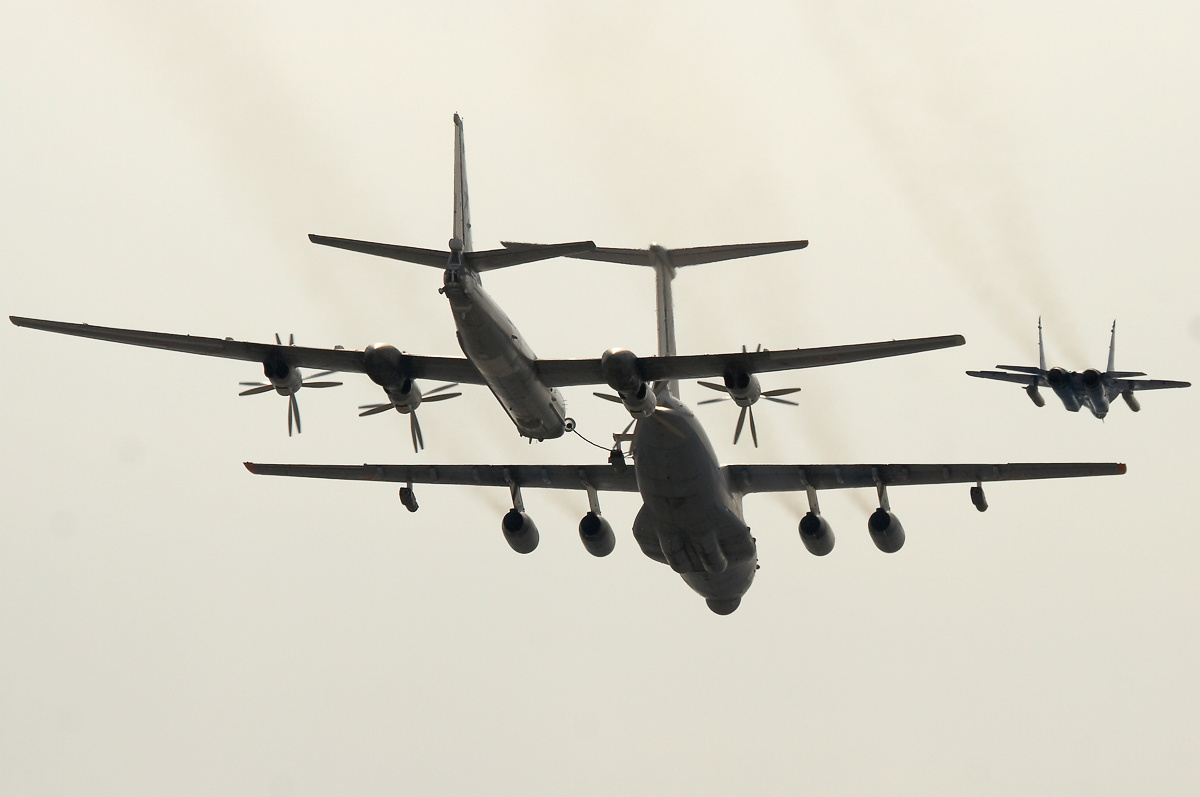
طائرة توبوليف في مناورة لمحاكاة تزود بالوقود خلال استعراض فوق موسكو

قام أندريه توبوليف والفريق الذي يرأسه بتصميم أول قاذفة قنابل سوفيتية عابرة للقارات في عام 1949 وهى التو-85. وتعد نسخة أكبر من التو-4 والتي يقول الأمريكيون أنها مأخوذة عن بي-29 سوبر فورتريس. حكم على التو-4 أنها غير جيدة بما يكفي نظرا لتطور الطائرات الاعتراضية الأمريكية الحديثة.
تم تقديم طلب جديد على كل من مكتبي تصميم توبوليف ومياسيسخيف في عام 1950، كان للقاذفة المطلوبة أن يكون لها مدى 8,000 كم دون أن تحتاج للتزود بالوقود أي بما يكفي لتهديد كل الأهداف الحيوية في الولايات المتحدة. كان من ضمن الأهداف أيضا أن تستطيع الطائرة إلقاء 12 طنا من حمولتها فوق الهدف.
كانت مشكلة توبوليف الأساسية هي المحركات، حيث كان محرك الاحتراق الداخلي للتو-4 ليس قويا بما يكفي للقيام بالمهام المطلوبة، بينما كانت المحركات النفاثة تستهلك وقودا كثيرا ولم تكن تحقق المدى المطلوب. وفرت المحركات التوربينية قدرة أكثر من محركات الاحتراق الداخلي ومدى أفضل من المحركات النفاثة، وسرعة قصوى بين هذا وذاك، لذلك أتخذ القرار باستخدام المحركات التوربينية في الطائرة.
أما مياسيسخيف ققد قررت أن تحذو حذو بوينغ والتي استخدمت قريبا محركات نفاثة في القاذفة بي-52 ستراتوفورتريس.
تم اختيار تصميم توبوليف، ووافقت الحكومة رسميا على تطوير الطائرة في 11 يوليو 1951. زودت الطائرة بمحرك محرك توربيني من طراز كوزينتسوف إن.كيه-12 يصدر 8.945 كيلو واط من القدرة. على النقيض من التصميم المتقدم للمحرك، كان جسم الطائرة نفسه تقليديا، وزاوية ارتداد الجناحين للخلف 35°، وعجلات هبوط ثلاثية تدخل في جسم الطائرة. طارت التو-95 لأول مرة في 11 نوفمبر 1952. بدأ إنتاج الطائرة في يناير 1956.
لفترة طويلة، ظلت التو-95 تعرف لقوات الولايات المتحدة والناتو باسم تو-20. كانت هذه هي التسمية الأولى التي اطلقها سلاح الجو السوفيتي على الطائرة، ولكن مع البدء في تزويد الوحدات السوفيتية المختلفة بالطائرة كانت قد بدأت تعرف باسم تو-95 و المستخدم داخل شركة توبوليف ومن ثم أُلغي اسم تو-20 داخل الاتحاد السوفييتي. ولكن نظرا لوجود تسمية تو-20 في العديد من الوثائق التي حصلت عليها وكالات المخابرات الأمريكية فقد ظل الاسم يستخدم خارج الاتحاد السوفيتي لفترة.
لم تهتم وزارة الدفاع الأمريكية في البداية بالتو-95 وقللت من شأن قوتها، فقد قدرت أن سرعتها القصوى تبلغ 644 كم/ساعة ومداها 12,500 كم. بالطبع روجعت هذه الأرقام أكثر من مرة وثبت أنها غير صحيحة وارتفعت هذه الأرقام أكثر من مرة.
كنظيرتها الأمريكية، البي-52 ستراتوفورتريس، ما زالت التو-95 تخدم في القوات الجوية الروسية بينما تقاعدت عدة قاذفات أخرى أتت بعدها. من أهم أسباب طول عمر الطائرتين هو موائمتها للظروف وقابليتها للتعديل لتمارس عدة مهام مختلفة. صممت التو-95 أساسا لتلقي القنابل النووية، ولكن عدلت بعد ذلك لتؤدي عدة مهام، مثل إطلاق صواريخ كروز، الجولات البحرية (التوبوليف تي يو-142)، وحتى عدلت لتكون طائرة ركاب مدنية (التوبوليف تو-114). كما طورت نسخة أواكس (التو-126) من توبوليف تو-114. خلال وبعد الحرب الباردة، تم التغطية على دور التو-95 العسكري باستخدامها كوسيلة ضغط دبلوماسي بشكل أكبر.

## مواصفات الطائرة

### الصفات العامة (تو-95 MS)
- الطاقم: 7.
- الطول: 49.5 متر.
- المسافة بين الجناحين: 51.10 متر.
- الارتفاع : 12.12 متر.
- مساحة الأجنحة: 310 متر².
- الوزن فارغة: 90.000 كغم.
- الوزن محملة: 171,000 كغم.
- أقصى وزن: 188,000 كغم.
- المحرك: أربع محركات مروحة توربينية من نوع كوزينتسوف إن.كيه-12 يعطي كل منهم قوة دفع 11,000 كيلو واط.

### الأداء
- السرعة القصوى: 920 كم/ساعة.
- المدى: 15,000 كم دون الحاجة لإعادة التزود بالوقود.
- أقصى ارتفاع: 13,760 متر.
- معدل الصعود: 10 متر/ثانية.
- الحمل على الأجنحة: 606 كغم/متر².
- النسبة قدرة-وزن: 235 واط/كغم.

### التسليح
- مدفع أو اثنين من نوع نودلمان-ريختر إن.أر-23 23 مم، في ذيل الطائرة.
- ما يصل إلى 15,000 كغم من الأسلحة بما فيها عدة صواريخ جو-أرض مختلفة.

### طائرات ذات صلة
- توبوليف تو-114.
- توبوليف تو-116.
- توبوليف تي يو-142.
- فيكرز فالينت

### طائرات شبيهة
- بي-52 ستراتوفورتريس.